# Gryon brevipenne
Gryon brevipenne är en stekelart som först beskrevs av Alan John Harrington 1900.  Gryon brevipenne ingår i släktet Gryon och familjen Scelionidae. Inga underarter finns listade i Catalogue of Life.